# Maktihan
Maktihan is een bestuurslaag in het regentschap Belu van de provincie Oost-Nusa Tenggara, Indonesië. Maktihan telt 1491 inwoners (volkstelling 2010).